# 帕赖帕巴
帕赖帕巴是巴西塞阿拉州的一个市镇。总面积301.123平方公里，总人口27823人，人口密度92.4人/平方公里。